# Faraon
Faraon (titolo originale Pharaoh) è un videogioco per PC prodotto da Impressions Games e pubblicato da Sierra Entertainment. Il gioco è stato pubblicato il 31 ottobre 1999, e l'anno successivo la BreakAway Games ha creato l'espansione Cleopatra: Queen of the Nile. Gioco iniziale ed espansione si trovano anche su Steam e GOG.com col nome di Pharaoh + Cleopatra, e dal 2001 si trovano nel pacchetto Pharaoh Gold.
Nell'agosto 2020, durante il Gamescom è stato annunciato un remake del gioco intitolato Pharaoh: A New Era, realizzato da Triskell Interactive e Dotemu e pubblicato nel 2023.

## Modalità di gioco
Il giocatore impersona un funzionario egiziano incaricato di gestire varie città dell'antico Egitto, e inizierà la sua esistenza come anziano di un villaggio e finirà per diventare il sindaco di una grande città, spesso persino il Faraone. La storia che il giocatore percorrerà è divisa in 38 missioni raggruppate nei cinque periodi della storia dell'antico Egitto: Periodo Predinastico, Periodo Arcaico, Antico Regno, Medio Regno e Nuovo Regno. Nelle parti finali dei periodi storici, tranne il Predinastico, si dovrà scegliere tra una missione incentrata sulla costruzione cittadina o una dove si dovranno affrontare i nemici dell'Egitto.
Per vincere lo scenario attuale e passare al successivo, bisogna completare alcuni dei seguenti obiettivi da superare: la popolazione, i livelli di cultura (il numero dei servizi in città quali religione, divertimenti, sanità ed educazione), prosperità (i bilanci economici), monumenti (ovvero il completamento dei monumenti da costruire) e regno (la popolarità del giocatore tra gli egizi), i tipi di residenza (e il loro numero), e i limiti di tempo o gli anni di sopravvivenza.
Faraon si basa sullo stesso motore di Caesar III, e si fonda sugli stessi principi, ma presenta notevoli innovazioni:
- oltre che al semplice terreno fertile, ad esempio, le fattorie si costruiscono anche sulle rive fertili del Nilo, ma in tal caso richiederanno un campo di operai;
- gli dei non si accontentano più solo con semplici templi, ma anche con festività e complessi di templi;
- in alcune missioni bisogna creare monumenti, come gli obelischi, le numerose piramidi o la Sfinge.

### Religione/dei
Gli dei presenti in Faraon sono Osiride il dio dell'agricoltura, Ra il dio del Regno, Ptah il dio degli artigiani, Seth il dio della distruzione, e Bast la dea della casa.
La maggior parte delle città possono venerare solo alcuni di questi dei, e ogni città ha un dio patrono a cui si devono rivolgere più attenzioni. Gli dei si accontentano costruendo templi e santuari, ma per il dio patrono è disponibile anche un Complesso dei Templi, una struttura di notevoli dimensioni che appaga di gran misura il dio al quale è dedicata. È anche possibile costruire un luogo di festività dove si possono organizzare festività ad un dio specifico per renderlo più contento. Se si ignorano gli dei, essi colpiranno la città con maledizioni, come un'epidemia, la distruzione del fortino della squadra migliore, o l'abbattimento di un magazzino. È sempre possibile controllare la panoramica religiosa nel pannello Consiglieri.

### Economia
Il commercio è una parte essenziale del gioco perché spesso è la principale fonte di introito. Faraon possiede un sistema di scambi assai sofisticato, che permette di controllare ogni minimo flusso di merci che entrano ed escono dalla città: si possono infatti regolare le importazioni e le esportazioni, in modo da non rischiare né di spendere troppo per qualcosa in eccesso, né di rimanere senza merci. I mercanti delle altre città arrivano direttamente nella propria, e possono arrivare per via terrestre oppure per via fluviale o marittima; mentre quello per via terrestre è più sicuro, quello per via fluviale o marittima, che necessita di uno scalo, è più profittevole.

### Abitazioni e risorse
Man mano che ricevono sempre più servizi, le abitazioni possono passare da baracche a case, a ville e tenute, e ospitare fino a 200 residenti, ma a tale scopo richiedono servizi religiosi, salutari o d'intrattenimento, acqua, cibo e beni quali vasellame, birra e beni di lusso come incenso, gemme, papiri e vino.
L'acqua migliora la loro salute senza correre il rischio di una pestilenza, insieme a dentisti, farmacisti, mortuari e medici. Il cibo è invece il primo bene richiesto e ogni città deve averne una buona riserva. Grano, ceci, lattuga, fichi, melograni ed orzo si raccolgono mediante fattorie, ma si possono raccogliere anche carne di struzzo, antilopi, folaghe (uccelli) e pesce. Le fattorie che sono costruite su appositi spazi di coltivazioni funzionano da sole, mentre quelle che sono costruite sulle golene (le parti marroni sulla mappa) necessitano anche di campi di lavoro (i quali possono anche contribuire alla costruzione di monumenti insieme alle corporazioni dei muratori, dei carpentieri e degli scalpellini). Una volta raccolto il cibo dalle fattorie, questo va immagazzinato nei granai, poi messo a disposizione nei bazar e infine venduto da questi agli abitanti nel loro raggio d'azione.
In Faraon l'industria non serve solo per la produzione delle merci usate per le case o per l'esportazione, ma anche per la costruzione di monumenti e la creazione di soldati o navi da guerra o trasporto truppe. Tra le varie materie prime troviamo l'argilla, la paglia, l'orzo, il lino, le gemme, il rame, il legname, la pietra, l'arenaria, il granito e il calcare, mentre tra i prodotti troviamo il vasellame, la birra, la tela, i gioielli, le armi, le bighe, le barche e i mattoni.

### Guerra
In Faraon la guerra è un elemento piuttosto importante del gioco, perché è il principale ostacolo in alcuni missioni, le quali possono infatti chiedere il reclutamento di truppe perché il giocatore si difenda o vada a conquistare altri luoghi. I nemici da affrontare sono i Beduini, i Libici, i Nubiani, i Canaaniti, i Kushiti, gli Hyksos, gli Ittiti e i Popoli del Mare, a cui nell'espansione si aggiungono anche gli Assiri, i Persiani e i Romani. Durante la guerra civile il giocatore dovrà anche affrontare il suo stesso paese, in quanto il Faraone - qualora sia estremamente insoddisfatto - invierà le sue truppe contro la città del giocatore.
I tipi di truppe che si potranno reclutare sono tre:
- Arcieri: non necessitano di armi dato che si fanno archi e frecce da soli. Sono lenti e vulnerabili, ma il loro attacco è alto.
- Fanti: necessitano di armi, producibili dall'Armeria se questa è rifornita costantemente con il rame. Sono lenti, il loro attacco è intermedio e la loro difesa è alta.
- Carri: necessitano di materiali per carri da guerra (bighe). Sono veloci e il loro attacco è alto, mentre la difesa è intermedia; sono forse il miglior tipo di esercito egizio, e anche per questo nella Storia compaiono verso la fine del Medio Regno (oltre che per motivi tecnologici, in quanto gli egizi utilizzarono il cavallo e il cocchio dopo l'arrivo degli Hyksos).

Ogni truppa risiede in un forte, massimo 6 per missione, che può contenere al massimo 16 soldati, tutti forniti dal Reclutatore e addestrabili da un'Accademia. Si possono però costruire anche altre strutture difensive come le mura, i corpi di guardia, le torri (che richiedono forza lavoro e una strada collegata al Reclutatore) e anche i cancelli. Nelle missioni che richiedono la presenza di truppe navali è possibile costruire moli per navi da guerra, le quali attaccano con giavellotti navi o nemici a terraferma e speronano le navi nemiche, o moli per navi da trasporto, necessari a trasportare le truppe di un forte di soldati da un'altra parte della missione o, quando la situazione lo richiede, persino in altre città. Anche i moli militari e quelli di trasporto possono essere costruiti fino ad un massimo di 6 per missione, uno per imbarcazione militare, al pari dei forti per ogni reggimento terrestre.

### Problemi in città
La città del giocatore può essere tormentata dalle richieste delle altre città o persino dal Faraone, dalle invasioni dei popoli nemici, dai debiti nei quali il giocatore può incappare, dai tributi che il giocatore potrà ricevere, e molto altro ancora, ma ci sono anche altri problemi interni da tenere sempre sotto controllo, quali incendi, crolli, criminalità, malaria, malattie, pestilenze e disoccupazione. Tenere tutto sotto controllo non è mai facile, ma strutture adatte e altri fattori (fra cui un'adeguata venerazione degli dei) possono aiutare a risolvere il tutto.

### Elenco delle missioni
Segue una tabella con prospetto delle missioni in cui si articola la campagna di gioco.
| Periodo         | Missione               | Missione                 | Anno d'inizio                                   |
| --------------- | ---------------------- | ------------------------ | ----------------------------------------------- |
| Predinastico    | Nubt (Naqada)          | Nubt (Naqada)            | 3500 a.C.                                       |
| Predinastico    | Thinis                 | Thinis                   | 3100 a.C.                                       |
| Predinastico    | Perwadjyt (Buto)       | Perwadjyt (Buto)         | 3050 a.C.                                       |
| Periodo arcaico | Nekhen (Ieracompoli)   | Nekhen (Ieracompoli)     | 3000 a.C.                                       |
| Periodo arcaico | Men-nefer (Menfi)      | Men-nefer (Menfi)        | 2900 a.C.                                       |
| Periodo arcaico | Timna                  | Timna                    | 2850 a.C.                                       |
| Periodo arcaico | Behdet (Apollinopolis) | Abedju (Abido)           | 2685 a.C.                                       |
| Antico Regno    | Oasi di Selima         | Abu (Elefantina)         | 2650 a.C.                                       |
| Antico Regno    | Saqqara                | Saqqara                  | 2630 a.C.                                       |
| Antico Regno    | Serabit Khadim         | Meidum                   | 2600 a.C.                                       |
| Antico Regno    | Buhen                  | Sud Dahshur              | 2575 a.C.                                       |
| Antico Regno    | Nord Dahshur           | Nord Dahshur             | 2563 a.C.                                       |
| Antico Regno    | Iunet (Dendera)        | On (Eliopoli)            | 2551 a.C.                                       |
| Antico Regno    | Rostja (Giza)          | Rostja (Giza)            | 2508 a.C.                                       |
| Antico Regno    | Oasi di Bahariya       | Djedu (Abusir)           | 2465 a.C.                                       |
| Antico Regno    | Oasi di Dunqul         | Oasi di Dakhla           | 2246 a.C.                                       |
| Medio Regno     | Thinis                 | Waset (Tebe)             | 2216/5 a.C.                                     |
| Medio Regno     | Kebet (Coptos)         | Menat Khufu (Beni Hasan) | 1952/1 a.C.                                     |
| Medio Regno     | Itjtawy                | Itjtawy                  | 1880 a.C.                                       |
| Medio Regno     | Iken (Mirgissa)        | Sawu (Mersa Gawasis)     | 1800 a.C.                                       |
| Medio Regno     | Heh (Semna)            | Bubasti                  | 1710 a.C.                                       |
| Nuovo Regno     | Khmun (Ermopoli)       | Sauty (Licopoli)         | 1541 a.C.                                       |
| Nuovo Regno     | Biblo                  | Baki (Kuban)             | 1480/79 a.C.                                    |
| Nuovo Regno     | Rowarty (Avaris)       | Hetepsenusret (Kahun)    | 1382 a.C. (Hetepsenusret) o 1279 a.C. (Rowarty) |

## Doppiaggio
| Doppiatore               | Personaggio |
| ------------------------ | --- |
| Marco Balzarotti         | Voce narrante, Vigile del fuoco, Cacciatore di struzzi, Immigrante, Sacerdote di Osiride, Sacerdote di Ra, Raccoglitore di canne                           |
| Luca Sandri              | Trainatore, Emigrante, Architetto, Cacciatore di antilopi, Giocoliere, Ragazzo di mercato, Scriba, Insegnante                                              |
| Pietro Ubaldi            | Mercante, Carpentiere, Barcaiolo commerciante, Lavoratore, Bibliotecario, Sacerdote di Seth, Esattore, Raccoglitore di legna                               |
| Roberta Gallina Laurenti | Danzatrice, Musicista |
| Antonio Paiola           | Dentista, Scaricatore, Pescatore |
| Giorgio Melazzi          | Dottore, Mummificatore, Guardia, Cacciatore di uccelli, Magistrato, Guardia cittadina, Sacerdote di Ptah, Giocatore di Senet, Ladro, Trasportatore d'acqua |

## Accoglienza
| Testata                            | Giudizio |
| ---------------------------------- | -------- |
| GameRankings (media al 30-01-2020) | 82.45%   |
| Computer Gaming World              | 4/5      |
| GameSpot                           | 8,2/10   |
| IGN                                | 9,0/10   |
| PC Gamer (USA)                     | 83%      |
| Computer Games Strategy Plus       | 3,5/5    |

Nel mese di aprile 2000, la Verband der Unterhaltungssoftware Deutschland (VUD) ha premiato Faraon con un premio "Gold" ("Oro") in termini di vendita, grazie alle 100 000 copie vendute in Germania, Svizzera e Austria.
Pharaoh detiene un'accoglienza positiva sul sito web GameRankings, con un punteggio medio di 82,45%. Daniel Erickson ha recensito il gioco per la rivista Next Generation, votandolo con quattro stelle su cinque e commentando: "la costruzione delle piramidi e la gestione delle piene si uniscono per un brillante simulatore di città."

## Cleopatra: Regina del Nilo
Cleopatra: Regina del Nilo (Cleopatra: Queen of the Nile) è l'espansione ufficiale di Faraon, sviluppata da BreakAway Games e pubblicato sempre da Sierra Entertainment per Windows nel 2000.
L'espansione fornisce nuove strutture e unità: il giocatore può svolgere 15 missioni in totale, suddivise in quattro campagne: La Valle dei Re, Ramses II, I Conquistatori (sul terzo periodo intermedio e le invasioni dell'Egitto da parte di Popoli del Mare, Assiri e Persiani) e La capitale di Cleopatra (sull'Egitto tolemaico da Alessandro Magno a Cleopatra VII), con nuovi obiettivi (costruire una piramide, bloccare i cacciatori di tombe, sopravvivere alle piaghe d'Egitto, etc.). L'espansione include nuovi nemici, come Assiri, Persiani e Romani, la possibilità di scegliere liberamente la propria missione, nuovi scenari e un editor nel quale il giocatore può creare missioni personalizzate.

### Elenco delle missioni
| Capitolo                 | Missione                 | Anno d'inizio |
| ------------------------ | ------------------------ | ------------- |
| Valle dei Re             | Thutmose nella Valle     | 1490 a.C.     |
| Valle dei Re             | Tut nella Valle          | 1325 a.C.     |
| Valle dei Re             | Seti nella Valle         | 1290 a.C.     |
| Ramses II                | Sumur                    | 1300 a.C.     |
| Ramses II                | Qadesh                   | 1277 a.C.     |
| Ramses II                | Abu Simbel               | 1270 a.C.     |
| Ramses II                | Ramses nella Valle       | 1250 a.C.     |
| Antichi conquistatori    | Pi-Yer                   | 1235 a.C.     |
| Antichi conquistatori    | Migdol (Pelusio)         | 677 a.C.      |
| Antichi conquistatori    | Tanis                    | 395 a.C.      |
| La capitale di Cleopatra | Alessandria              | 331 a.C.      |
| La capitale di Cleopatra | Alessandria di Tolomeo   | 305 a.C.      |
| La capitale di Cleopatra | Maritis                  | 50 a.C.       |
| La capitale di Cleopatra | Alessandria di Cleopatra | 40 a.C.       |
| La capitale di Cleopatra | Azio                     | 35 a.C.       |

## Remake
Nell'agosto 2020, durante il Gamescom è stato pubblicato il trailer d'annuncio del remake del gioco, chiamato Pharaoh: A New Era, prodotto da Triskell Interactive e Dotemu. Tra le nuove caratteristiche, un nuovo codice per i sistemi operativi moderni, una nuova interfaccia per l'utente e una nuova modalità sandbox. Il remake è stato pubblicato in formato digitale sulle piattaforme Steam e GOG.com il 15 febbraio 2023.